# Baringo
Baringo – jezioro słodkowodne, drugie po Turkana, najdalej położone na północ na terytorium Kenii jezioro Wielkich Rowów Afrykańskich. Jest ono położone na wysokości niemalże 1000 m n.p.m., zajmuje powierzchnię ok. 170 km². Wpływają do niego rzeki: El Molo oraz Ol Arabel.
Nad brzegiem jeziora zamieszkuje lud Il Chamus utrzymujący się z hodowli oraz rybołówstwa.
Na jedynej prowadzącej do jeziora drodze zainstalowano blokadę drogową, za przebycie której należy uiścić stosowną opłatę za wstęp. Na środku jeziora znajduje się wyspa Ol Kokwe (największa) oraz nieco od niej mniejsze: Parmalok oraz Samatian.
Nad jeziorem można spotkać ok. 450 gatunków ptaków, m.in.: bielika afrykańskiego, pelikana, kormorana, czaplę, dzioborożce, warungi, a także orła czarnego.
Jednymi z pierwszych Europejczyków nad jeziorem byli węgierski podróżnik Sámuel Teleki z towarzyszem, oficerem austro-węgierskiej marynarki wojennej, Ludwigiem von Höhnel, którzy dotarli tu w drodze spod Mount Kenia do Jeziora Rudolfa.